# Сипе-Сипе
Сипе-Сипе (исп. Sipe Sipe) — город в Боливии в департаменте Кочабамба, центр муниципалитета Сипе-Сипе в провинции Кильякольо. В 2012 году население составляло 41 571 человек. Площадь муниципалитета — 455 км2. Рядом с городом расположены руины крепости Инков.

## История
Между 1460 и 1470 годом инки построили здесь крепость и административный центр Инка Ракай. Поселенцы кечуа и аймара переселялись в долину Кильякольо из высокогорных районов. В крепости хранились запасы кукурузы, которую выращивали индейцы. Сейчас сохранились руины 17 построек.
29 ноября 1815 года рядом с городом состоялась битва при Сипе-Сипе. Армия Соединённых провинций Рио-де-ла-Платы была разбита армией вице-королевства Перу (испанскими лоялистами). Испанская империя сохранила контроль над современной Боливией.

## Население
За последние 20 лет население города значительно выросло:
- 1992: 19 132 жителей[3]
- 2001: 31 337 жителей[4]
- 2005: 37 978 жителей[5]
- 2012: 41 571 жителей[6]